# Гогаз (упразднённое село)
Гога́з — покинутое село в Ахтынском районе Дагестана.

## География
Село Гогаз находится в северной части Ахтынского района, на южном склоне Самурского хребта близ гребня, неподалёку от административной границы с Курахским районом Дагестана. К северу от села расположены исторические земли общества сёл Хюрехюр и Ашар Курахского района. Село делится на кварталы: Вини пад, Агъа пад, КIунчIар, КьветI. Сельчане исторически пользовались окрестными пастбищами: Барза, Хан ацукьай кьил, ЧIулав къых, Калал, Кьула сув, Мигьях, Къили, Вахчаг гардан, Агъа кушу, Вини кушу, Байрамеген уьрер,Гъенях, Кырал,Тамун ёгъв, Ёгъун кIукI. Пашни: Ёгъук, Верхер, НикIер кьил, Латан тIул, Афругъар, КIамарив, Кчагънар, Вегьре никlер, Казар мет, Акар.

## Этимология
Название села на лезгинском языке звучит как Гъуьгъвез, это искаженное слово гогазского диалекта - Эгъвез [Egwez]. В множественном числе - Гъуьгъвезар, Эгъвезар. С лезгинского языка название село переводится как дубовая роща "Эгьвер, Эгъвез", так как, в старину в окрестностях села была расположена мощная дубрава. 
"Эгъв", "мегъв" на лезгинском языке - дуб.

## История
Село основали в Vll - VIII вв, род Ялавар  [Алар], выходцы из г. Кабалы, столицы Кавказской Албании  .
На территории села были найдены каменные, стальные и медные наконечники стрел. В урочище Зеген обнаружены развалины сакелей, построенных в форме круглых шатров (почти в два раза крупнее обычных), кости из старых, вскрывшихся кладбищ, древние албанские надписи. У села Гогаз находится могильник с каменными ящиками. В некоторых источниках Гогаз указан входящим в Ахтыпару в составе союза сельских общин Ахтыпара-1. Но эта информация не соответствует действительности. Гогаз не входил ни в общество Рутул, ни в Ахты-пара, а функционировал и оборонялся самостоятельно. В 1839 году вместе со всей Самурской долиной Гогаз входит в состав Российской империи. В составе империи село административно подчинялось Ахтыпаринскому наибству Самурского округа Дагестанской области. Вместе с селом Усур село образовало Усурское сельское общество. Но через небольшой промежуток времени усилиями представителей тухума Ялаватар: Халила и Азиз-Аги Гогаз был выделен в отдельное «Гогазское сельское общество» и старшиной был назначен Халилов Ибрагим-Халил. Гогазцы, с древних времен, имели в Аране (Северном Азербайджане) хутора для зимнего отгона отар.
Гогазцы участвовали в лезгинских набегах на Грузию и Ширван.
В 1929 году Гогаз вошёл в состав новообразованного Ахтынского района. В годы Великой Отечественной войны 61 гогазец ушли на фронт, вернулись только 12 человек. В конце 1970-х годов часть жителей села переселилась на участок Чархикам в Магарамкентском районе и образовали село Новый Гогаз. А большая часть жителей переселились в города Махачкала, Дербент, и другие. Гогазцы также живут в нескольких селениях Хачмазского района и в городе Баку Азербайджана. В настоящее время Гогаз необитаем.

## Население
В 1869 году в селе проживало 392 человека, из них мужчины — 207, женщин 185. Село состояло из 77 дворов.
Население села Гогаз делится на родовые патронимы — тухумы (по лехг. сихилы - одна ветвь).
- Ялавар[8] — первый сихил, основавший село, жили на холме в центре Гогаза. Отличались крупным телосложением, особой физической силой, безрассудной смелостью и крайней вспыльчивостью. Название рода "Ялав" - [пламя] в переводе с лезгинского языка, как раз, подразумевает под собой взрывной характер. Имеют нордическую антропологию. Род Ялавар состоял из двух ветвей: Алар (албаны) и Нурияр (представители исламского духовенства). Исторической родиной рода Алар считается город Кабала. После падения столицы Кавказской Албании под ударами хазар, они покинули Кабалу и поселились в крепости Тарса (эмиры Тарса), а после прихода в Самурскую долину арабов (VIII в) поднялись в горы Сарфунял и основали село Гогаз (Эгъвезар). Род включает в себя более 20 ветвей (фамилий) [3].
- Серкерар - сихил переселился в Гогаз в 16-17 вв из Рутульской долины. Представители сихила отличались крепким телосложением, выносливостью, имели крепко налаженные связи с многими сельскими обществами Восточного Кавказа, участвовали в лезгинских набегах на соседние регионы. Род  "Серкерар" в настоящее время считается одним из крупных в Гогазском обществе и включает в себя белее 10 ветвей (фамилий).
- Нурияр. Нурияр получили свое название за приверженность к исламу, из представителей рода Нурияр назначались имамы сельской мечети. Нурияр считает частью рода Ялавар. Род Нурияр состоит из 7 ветвей (фамилий)[9]
- Татлар — тухум, имеющий татские корни.Род состоит и 5 ветвей (фамилий).

В настоящее время гогазцы компактно проживают в селе (Новый) Гогаз, представляющем из себя один из двух анклавов Ахтынского района на территории Магарамкенского района (500 дворов). Крупные гогазские диаспоры имеются в городах Махачкала, Каспийск, Дербент (150 семейств), в городах Нормльск (100 семейств), Сургут, С-Петербург, Москва (30-50 семейств). Гогазцы также проживают в Хачмазсом и Кубинском районах Азербайджана (около 200 семейств). 
| Численность населения | Численность населения | Численность населения | Численность населения | Численность населения | Численность населения | Численность населения | Численность населения |
| 1869                  | 1886                  | 1895                  | 1908                  | 1926                  | 1939                  | 1970                  | 1989                  |
| --------------------- | --------------------- | --------------------- | --------------------- | --------------------- | --------------------- | --------------------- | --------------------- |
| 392                   | ↗533                  | ↘508                  | ↗580                  | ↘366                  | ↘263                  | ↗286                  | ↘0                    |